# ソ・イェジ
ソ・イェジ（서예지、1990年4月6日 - ）は、韓国の女優である。

## 略歴
ソ・イェジは1990年4月6日に韓国のソウルで生まれました。家族構成は父、母、姉 。  
幼少期にヨンウォン中学校とヨンシン高校で学んだ後、スペインに留学してジャーナリズムを専攻し、テレビニュースのプレゼンターになることを目指した 。しかし、彼女は当時所属していたMade in Chan EntertainmentのCEOに説得されて女優になった。2013年にSeoはSK Telecomの広告で最初に登場し、ホームコメディの『ジャガイモ星 2013QR3』で女優としてデビューした 。その後、時代劇『夜警日記』（2014年）とスリラー『ラスト』（2015年）で重要な役を演じた。ソは、ファンタジーティーンシリーズの『武林学校』（2016年）、心理スリラー『Save Me』（2017年）、法的スリラー『無法弁護士』（2018年）、ラブロマンス『サイコだけど大丈夫』（2020年）でヒロインを演じた。
2020年1月、俳優のキム・スヒョン、キム・セロンとともにゴールドメダリストと契約した   。 

## フィルモグラフィー
- 愛（2013年） - ミン・ジュ役（短編映画）[8]
- 王の運命 -歴史を変えた八日間-（2015年） - 貞純王后役[9]
- 殺人の輪廻（2015年） - カン・ユシン役[10]
- ソンダル：川を売る男（2015年） - ギュヨン役[11]
- 別の方法（2017年） - ジョンウォン役[12]
- ブロス（2017年） - サラ役（特別出演）[13]
- 思い出を満たします（2018年） - ヨンス役 （VRフィルム）[14]
- 停電（2019年） - ミジョン役 [15]
- 量子物理学（2019年） - ソン・ウニョン役[16] [17]
- 君だけが知らない(2022年)

### テレビシリーズ
- ジャガイモ星2013QR3（2013年-2014年、tvN） - ノ・スヨン役[3]
- 夜警日誌（2014年、MBC） - パク・スリョン役[18]
- 三人の女の家出（2013年、KBS2） - ソジ役[19]
- パパはスーパースター!?（2015年、tvN） - ファン・ジヘ役[20]
- ラスト（2015年、JTBC） - シン・ナラ役[21]
- ファンタスティック・クラブ（2016年、KBS2） - シム・スンドク役[22]
- また!?オ・ヘヨン〜僕が愛した未来〜（2016年、tvN） - オ・ソヒ役（ カメオ 、エピソード15）[23]
- 花郎（2016年-2017年、KBS2） - スクミョン姫役[24]
- 君を守りたい～SAVE ME～（2017年、OCN） - イム・サンミ役[25]
- 無法弁護士（2018年、tvN） - ハ・ジェイ役[26]
- サイコだけど大丈夫（2020年、tvN） - コ・ムニョン役[27]
- イブの罠（2022年、tvN）‐ イ・ラエル／キム・ソンビン役[28]

### ミュージックビデオ
- Let's not fall in love（2015年）BIGBANG[29]